# Хоаниб
Хоаниб (на английски: Hoanib) е една от дванадесетте пресъхващи реки в западната част на Намибия. Влива се в Атлантическия океан.
Реката е с дължина от около 270 km. и в миналото е белязала границата на два бантустана – Дамараленд и Каоколенд. Площта на водосборния басейн е около 17 200 km² като най-високата точка на вододела е около 1800 m. Количеството на годишните валежи в района на водосбора варира от 0 до 325 mm., като само над около 12% от него валежите надвишават 300 mm. Нивото на течащата вода е непостоянно и в по-голяма част от годината речното русло е сухо. Руслото има оазисен характер, като на места се обособяват непресъхващи езерца, а в значителна част от течението водите се просмукват и така образуват райони богати на подпочвени води. Рядко течаща вода от реката се влива в океана.
Ниската плътност на населението и сравнително високото количество на водни запаси в района спрямо околните зони са причина тук да се наблюдава значително богатство от растителни и животински видове. Около 6% от площта на водосборния басейн на реката влиза в територията на Национален парк „Бряг на скелетите“. Районът е благоприятно място за туризъм.